# Daisuki
Daisuki (jap. 大好き, dt. ich hab dich lieb) war ein monatlich erscheinendes, deutschsprachiges Manga-Magazin von Carlsen Comics, das von Februar 2003 bis Juni 2012 vor allem Shōjo-Mangas für Mädchen veröffentlichte. Eine Ausgabe hatte einen Umfang von etwa 256 Seiten und kostete in Deutschland 5,95 Euro. Chefredakteurin der Daisuki war Anne Berling. Aufgrund rückläufiger Absatzzahlen wurde die Zeitschrift vom Carlsen Verlag eingestellt.
Pro Ausgabe wurden einzelne Fortsetzungskapitel parallel laufender Manga-Serien abgedruckt. Die Kapitel einzelner Serien wurden später in Sammelbänden zusammengefasst und erneut im Taschenbuchformat veröffentlicht. Neben den Manga-Kapiteln enthielt das Magazin Artikel zum Beispiel zu japanischer Mode, Kultur und dem Land selbst. Das Magazin wurde in Zusammenarbeit mit dem japanischen Verlag Hakusensha realisiert, aus dessen Publikationen die japanischen Mangas in der Daisuki stammen. Neben japanischen Mangas wurden auch Werke deutscher Mangakas im Daisuki veröffentlicht.
Die beiden Serien God Child und Kare Kano wurden abgesetzt, da sie bei den Lesern des Magazins weniger gut als die anderen Comics ankamen. Stattdessen führte Carlsen die Sammelband-Veröffentlichungen der beiden Mangas in schnellerem Rhythmus fort.
Das Schwestermagazin der Daisuki mit dem Titel BANZAI! wurde von Carlsen Comics bereits im Dezember 2005 eingestellt.

## Veröffentlichte Mangas

### Serien die aufgrund der Absetzung in Sammelbänden weitergeführt wurden
- Alice Academy von Tachibana Higuchi, seit Oktober 2005
- Feed me Poison von Evelyne Bösch
- Skip Beat! von Yoshiki Nakamura, seit Februar 2003
- Vampire Knight von Matsuri Hino, seit Oktober 2006
- Maid-sama von Hiro Fujiwara, seit August 2008
- Twinkle Stars von Natsuki Takaya, seit August 2010
- Mishonen Produce von Ichinose Kaoru, seit August 2011[2]

### Abgeschlossen oder abgesetzt (alphabetisch sortiert)
- A Kiss from the Dark von Nadine Büttner und Michael Waaler, Juni 2009 bis November 2010 (abgeschlossen)
- A Kiss from the Dark – Die Rückkehr von Nadine Büttner und Michael Waaler (abgeschlossen)
- Alle Guten Geister von Laura Müller und Marco Paal (abgesetzt)
- Charming Junkie von Ryoko Fukuyama, Juli bis September 2006 (Vorschau)
- Chasing Hearts von Verena Achenbach und André Linke, Februar bis März 2011 (abgeschlossen)
- Daisuki De Nihongo, Januar bis Dezember 2005 (abgeschlossen)
- Dating Ayaka von Natascha Krohn, November 2005
- Delilah's Mystery von Nam und Tram Nguyen, Februar bis Juli 2006 (abgeschlossen)
- Dystopia von Judith Park, Januar bis Juni 2004 (abgeschlossen)
- Fruits Basket von Natsuki Takaya, Februar 2003 bis Mai 2010 (abgeschlossen)
- God Child von Kaori Yuki, Februar bis November 2003 (abgesetzt)
- Herrscher aller Welten von Christina Plaka, Februar bis Juni 2009 (abgeschlossen)
- Ice On Fire von Zofia Garden, März 2006 (abgeschlossen)
- Idol von Stella Brandner, Mai 2007 bis Oktober 2007 (abgeschlossen)
- Jibun-Jishin von Nina Werner, März bis September 2005 (abgeschlossen)
- Kare Kano von Masami Tsuda, Februar 2003 bis Januar 2006 (abgesetzt)
- Lovetester von Sarah Hleb & Jan Hoppenheit, Februar 2008 (abgeschlossen)
- Missile Happy! von Miki Kiritani, April 2003 bis Juni 2004 (abgesetzt) und September 2005 bis Januar 2006 (später abgeschlossen)
- Prussian Blue von Christina Plaka, Februar bis Juli 2003
- Schokolade macht glücklich von Zofia Garden, 2006 (abgeschlossen)
- Special A von Maki Minami, Juni bis August 2007 (Vorschau)
- Turn Around von Simone Xie und André Linke, Februar 2012 (abgeschlossen)
- Versprich von Inga Steinmetz, Februar 2010 (abgeschlossen)
- W Juliet von Emura, August 2003 bis August 2008 (abgeschlossen)
- Y square von Judith Park, Dezember 2004 bis Februar 2005
- Y square Plus von Judith Park, November 2006 bis 2007